# عرقة (لبنان)
عِرْقَة (بالإنجليزية: Arqa)‏ هي قرية بالقرب من منيارة في قضاء عكار في المحافظة الشمالية في لبنان، على بعد 22كم شمال شرق طرابلس، بالقرب من الساحل. وسبب أهميتها هو تل عرقة، الموقع الأثري الذي يعود إلى العصر الحجري الحديث، وأثناء الحملات الصليبية، كانت توجد بالموقع قلعة ذات أهمية إستراتيجية بالمكان. 

## تل عرقة الأثري
يقع تل عرقة الأثري في محافظة لبنان الشمالي على الطرف الجنوبي الشرقي لسهل عكّار الخصب، وهو يشرف عليه. تفصل هذا السهل عن جبل العنصرية الواقع شمالاً في سوريا، سلسلة جبال لبنان الغربية جنوباً.
يقوم التل على مسافة نحو 22 كيلومتراً شمال شرقي مدينة طرابلس وما يقارب الـ4 كيلومترات جنوب غربي بلدة حلبا، التي تعتبر مركزاً مهماً في اقتصاد المنطقة.

### أعمال التنقيب
بدأت أعمال التنقيب في تل عرقة منذ سنوات طويلة وهو يحظى اليوم بمزيد من اهتمام الباحثين، ما دعا الكثير من الأثريين ورؤساء البعثات الأثرية المنقبة في عدد من بلدان الشرق الأوسط، ومن الجهات المعنية لا سيما وزارة الثقافة والمديرية العامة للآثار لعقد مؤتمر علمي على أرض الموقع.
وفي المؤتمر الذي انعقد في مقر البعثة الأثرية الفرنسية في تل عرقة والتي يرأسها العالم الأثري جان بول تالمان، قال وزير الثقافة الأستاذ غسّان سلامة ان العمل جار على تسريع الحفريات وأعمال التنقيب في الموقع لكشفه كلياً، وبناء متحف تابع له يخصص الجانب الرئيسي منه للمكتشفات التي تعود إلى العصر البرونزي الوسيط الذي كانت فيه عرقة مدينة في غاية الأهمية، على أن يكون المتحف المنوي إقامته بمواصفات عالمية منجزاً في شهر حزيران 2004.

### أهمية الموقع
ويعتبر موقع عرقة مميزاً للعديد من الأسباب، فهو فريد من نوعه في لبنان والشرق الأوسط. وأهمية تل عرقة تنبع اولاً من اختزاله تاريخاً يمتد لثمانية آلاف عام من تاريخ العالم في مختلف الشرائح المتراكمة فيه. وثانياً من كون عملية التنقيب التي تمت فيه جاءت متأخرة، ما أتاح الإفادة من الأساليب الحديثة في التنقيب والرصد وإبراز المعالم، وما جعل العمل الأثري في تل عرقة نموذجياً في حداثته. وبالتالي فإنه لدينا من الناحية العلمية، صورة دقيقة وواضحة عن تاريخ العالم من خلال تاريخ عرقة، لا نجدها في أي موقع آخر في لبنان.. ما أتاح كتابة تاريخ كل شريحة من هذه الشرائح الأثرية بدقة متناهية، وجعل آثار تل عرقة أهم خزان لقراءة المعطيات التاريخية لعلماء الآثار في العالم. 

## الأهمية التاريخية والجغرافيا لعرقة
تعود أهمية قرية عرقة التاريخية إلى الموقع الجغرافي الذي تحتله على منفذ الممر الطبيعي الذي يصل مدينة حمص والداخل بساحل البحر الأبيض المتوسط. ويمر نهر عرقة الموسمي بالقرب من التل الأثري، حيث ينبع من جبال لبنان على علو يناهز الـ850 متراً فوق سطح البحر.
وقد ورد ذكر تل عرقة في كتاب “بعثة إلى فينيقيا Mission de Phénicie” للرحّالة الفرنسي “إرنست رينان” الذي زار المنطقة حوالى سنة 1840. كذلك ورد ذكر المنطقة في رسائل ومخطوطات كل من ر. دوسو وك. شايفر والأب جان ستاركي.
والدلالـة الأثرية التي تشهــد عن أقدم سكن للإنسان لم يتم اكتشافها في الموقع وإنمــا في السهل بالقرب من التل وهـي تعود إلى الألف السادس قبل الميلاد.
وصلت الحفريات في الموقع حالياً إلى 12 متر عمقاً، وقد سمحت بالكشف في الجناح الجنوبي عن تخطيط لسور فينيقي؛ أما في الشرق فهنالك آثار مهمة لتحصينات من القرون الوسطى. والجدير ذكره أنه إذا كانت المستويات المكشوفة حالياً تعود إلى المرحلة الثانية من القرن الثالث، فثمة بعد مستودعات أثرية مطمورة لا بد من اكتشافها للوصول إلى سبر أغوار هذا الموقع القيّم.

## رسائل تل العمارنة
على أحد أعمدة معبد الإله آمون في الكرنك، ورد ذكر عرقة، حين توجّه الفرعون “تحوتمس الثالث” لاحتلالها وقام بترحيل أهلها، واختفى ذكرها لفترة طويلة امتدت حتى العهد الروماني.
وتظهر الشواهد على هذه الحملة العسكرية جلية في طبقة من الدمار والحريق الذي أتى على الموقع بكامله وهي تعود إلى هذه الفترة. وبعد دمار المدينة هذا، تشير كل المكتشفات الأثرية إلى فقدان عرقة لأهميتها، وإلى تضاؤل نسبة السكن فيها.
وتجدر الإشارة إلى وجود ذكر في القرن الرابع عشر لإسم مدينة عرقة وملكها “أدونا” مرات عدة في مراسلات ملوك جبيل والفرعون “اخناتون”, مع ورود خبر لمقتل الملك أدونا، وقد وجدت هذه المراسلات في عاصمة الفرعون أخناتون، وعرفت برسائل تل العمارنة.

## قيصرية لبنان
ابتداءً من سنة 63 ق. م. دخل كامل الساحل الفينيقي تحت حكم الرومان، وقد أطلق على مدينة عرقة في العهد الروماني اسم جديد هو “قيصرية لبنان” (Césarée du Liban) عندما قسّمت روما الإمارة الأيطورية العربية إلى إمارات: إمارة عنجر وإمارة وادي بردى وإمارة عرقة، واستمرت هذه الإمارات مستقلة إستقلالاً إدارياً حتى نهاية القرن الأول.
حصلت عرقة في عهد عدد من الأباطرة الرومان على حقوق وامتيازات قيمة؛ ففي عهد الأمبراطور “أنطونينو التقي” (138161 م), أعطيت المدينة صلاحية صك النقود البرونزية. وقام الأمبراطور كركلا بخلع صفة مدينة رومانية عليها معطياً حق “المواطنية الرومانية” لسكانها.
وقد صكّت مدينة عرقة الرومانية النقود في عهد كل من الأباطرة إيلا غابالا واسكندر ساويروس. وتشاء الصدف أن يولد الأمبراطور اسكندر سامويروس في المدينة وذلك يوم عيد الإسكندر الكبير في المعهد المكرس على إسمه في مدينة عرقة.
مع ظهور المسيحية، يرد اسم عرقة سنة 363 في مجمع أنطاكية كمركز أسقفي. ففي هذه الفترة كانت عرقة تتبع كنسياً أسقفية أنطاكية وفي ما بعد بطريركيتها.
وقد وجدت طبقة كثيفة من البقايا الأثرية التي تغطي المباني القديمة تعود إلى تلك الحقبة البيزنطية. وتظهر أسماء أساقفة مدينة عرقة في عدد من المجامع الكنسية: القسطنطينية الأولى سنة 381, أفسس سنة 431, أنطاكية سنة 445, وخلقيدونيا سنة 458.

## العصر البرونزي
إن أقدم الأدلة الأثرية على التل نفسه ظهرت في قعر إسبار أثري، وهي تعود إلى العصر البرونزي القديم الثالث، أي حوالى سنة 2500 ق. م. وقد ساعدت البقايا الأثرية من العصر البرونزي القديم الرابع في نهاية الألف الثالث قبل الميلاد على وضع مخطط تفصيلي لمساكن تلك الحقبة ومجموعة من الطرق. وتشير الأدلة الأثرية في هذه المستويات إلى ديناميكية كبيرة في التطور الاجتماعي للسكان.
أما في الألف الثاني قبل الميلاد، فقد ذكرت عرقة لأول مرة بين القرنين التاسع عشر والثامن عشر قبل الميلاد في بعض النصوص الفرعونية الدينية التي كتبت كنذورات على تماثيل صغيرة وصحون قديمة. وفي الآثار التي تعود إلى حقبة نهاية القرن الثامن عشر قبل الميلاد تقريباً، تظهر تحصينات وأبراج على محيط التل. وإن لم يتمّ اكتشاف أي من المساكن العائدة لهـذه الحقبـة، فقـد اكتشف عدد من المدافن الفرديــة ومنها توابيت من الخزف كانت تستخدم لدفن الأطفال، وحُفر لدفن البالغين، كما وجدت بعض أدوات الحياة اليومية.
ويرى علماء الآثار، أنه بين نهاية العصر البرونزي الوسيط وبداية العصر البرونزي الحديثة، أعيد تأهيل التحصينات وأقيم بناء كبير قرب أسوار المدينة.